# Mariano Lorente
Mariano Lorente (Aranjuez, 12 de enero de 1799-16 de marzo de 1861) fue un médico español, miembro de la Real Academia de las Ciencias Exactas, Físicas y Naturales, de la que fue secretario. Doctorado en Medicina y cirugía. Fue miembro de varias sociedades científicas, nacionales y extranjeras.
Fue nombrado Consejero de Sanidad del reino en 1855